# Indebitamento
L'indebitamento è il corrispettivo del risparmio, in quanto determina un trasferimento di ricchezza dal creditore (che così facendo differisce consumo presente verso consumo futuro) al debitore (che così facendo si impegna a rimborsare il creditore del prestito aggiungendo un interesse concordato).
Il prezzo di equilibrio tale che la domanda di debito risulta essere uguale alla domanda di credito è detto tasso o saggio di interesse. In economia aziendale e nella contabilità di Stato è la situazione cui si giunge quando si ha un saldo negativo tra entrate e uscite (deficit) all'interno del bilancio dell'azienda o dello Stato (bilancio dello Stato).

## Pagamento
Prima dell'accensione del debito, il debitore e il creditore si accordano sulle modalità di rimborso del capitale e sulla corresponsione degli interessi (pagamento differito). Questo pagamento è di solito quantificato in una somma di denaro in unità di moneta legale, ma in alcuni casi può essere definito in termini di un'altra valuta o di altri beni. I pagamenti possono essere periodici o può essere previsto un unico pagamento complessivo alla scadenza del prestito, nel qual caso si parla di rimborso bullet.

## Forme di indebitamento
Esistono numerose forme di indebitamento, tra le quali i normali prestiti, i prestiti sindacati, i prestiti obbligazionari. I debiti, specie se ingenti, possono essere garantiti attraverso un'ipoteca o altra garanzia reale su alcune delle proprietà del debitore, nel qual caso il creditore godrà di diritti reali su tale proprietà nel caso in cui alla scadenza il debitore risulti inadempiente, cioè non ripaghi il debito con gli interessi.
Un prestito è la forma più semplice di indebitamento; dal punto di vista giuridico, può consistere in un contratto di mutuo, di apertura di credito, di anticipazione bancaria o di finanziamento lato sensu inteso, che si differenzia dal mutuo perché si tratta di un contratto che si perfeziona senza che sia necessario, come per il mutuo, la consegna della somma di denaro in questione dal finanziatore al finanziato. Altre forme contrattuali che consentono di raggiungere gli scopi del prestito può essere lo sconto di cambiali, o altre tipologie contrattuali più sofisticate come le operazioni di factoring o di cartolarizzazione, nelle quali il finanziatore versa al finanziato una somma di denaro contro il diritto a ricevere flussi futuri di pagamenti derivanti dai crediti che il finanziato vanta verso terzi (incasso della cambiale, pagamento di crediti futuri).
Nei prestiti commerciali sono previsti interessi, calcolati come percentuale annua sul capitale, da pagare periodicamente o anche solo al momento della restituzione del prestito. È possibile che anche in mancanza di un interesse si sia comunque in presenza di un prestito, quando una parte concede all'altra una dilazione di pagamento, nel qual caso il corrispettivo dovuto in forza di un accordo commerciale tra le parti non viene pagato subito, ma solo decorso un certo numero di giorni. In tale ultima circostanza, la componente [interessi] è contenuta nello stesso corrispettivo che risulterà maggiorato di un importo pari a remunerare il percettore, dalla circostanza che il pagamento avverrà solo decorso un certo lasso temporale e non immediatamente.
Un prestito sindacato è un prestito che viene accordato a società che intendono indebitarsi più di quanto un singolo prestatore sia disposto a rischiare su un singolo debitore, di solito molti milioni di euro. In tal caso, più banche riunite in un "sindacato" (detto anche pool bancario) si accordano per mettere a disposizione il capitale pro-quota, in modo che ognuna delle banche partecipanti si assume solo una porzione di rischio.
Un prestito obbligazionario consiste nell'emissione di obbligazioni da parte di società o enti pubblici. Le obbligazioni sono titoli di credito che conferiscono al creditore il diritto al rimborso del capitale più gli interessi. Gli interessi possono essere liquidati solo alla scadenza oppure periodicamente durante la vita dell'obbligazione (in tal caso si parla di "cedole"). Le obbligazioni possono essere collocate privatamente oppure sul mercato obbligazionario, e sono considerate investimenti relativamente sicuri in confronto alle azioni.